# Hội nghị cấp cao Đông Á lần thứ nhất
Hội nghị cấp cao Đông Á là hội nghị cấp cao của các gia thuộc khu vực Đông Á mà trọng tâm là khu vực Đông Nam Á cùng với các quốc gia liên quan và khách mời. Nó diễn ra sau khi cuộ họp thường niên của các quốc gia Đông Nam Á. Hội nghị cấp cao Đông Á được tổ chức lần thứ nhất ở thủ đô Kuala Lumpur, Malaysia

## Các nước tham dự

Australia John Howard, Thủ tướng
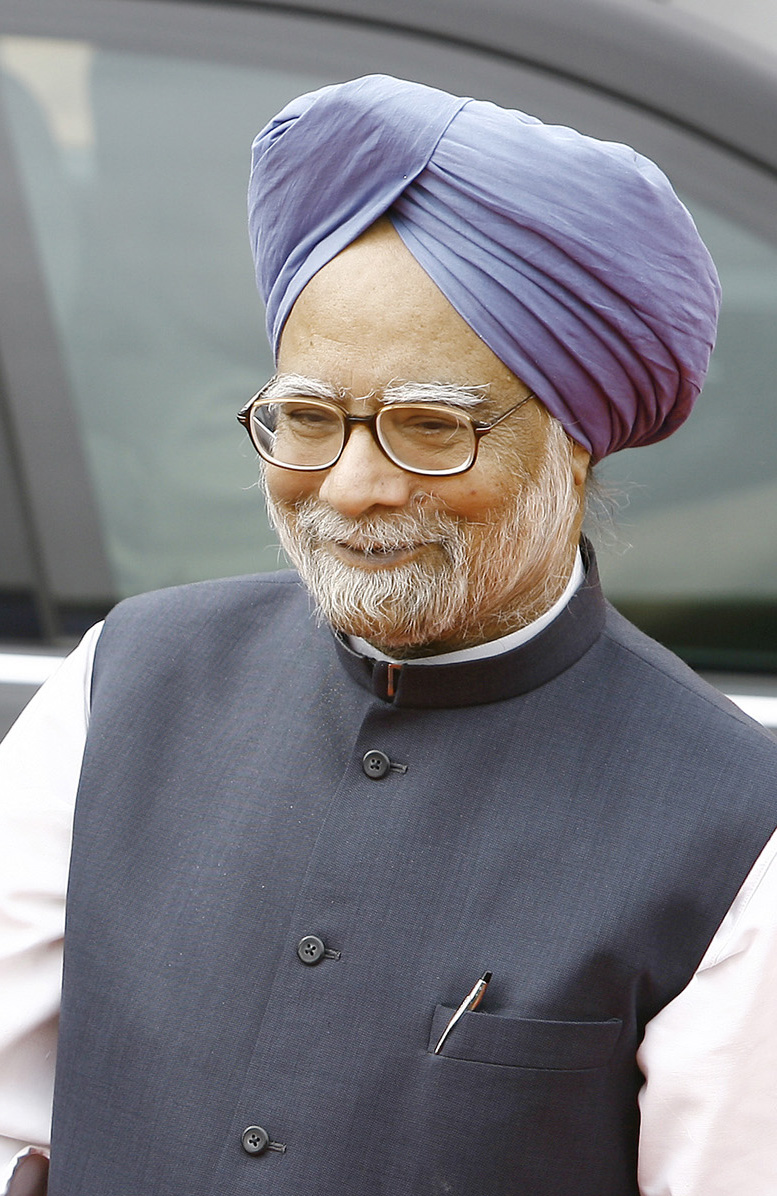
Ấn Độ Manmohan Singh, Thủ tướng
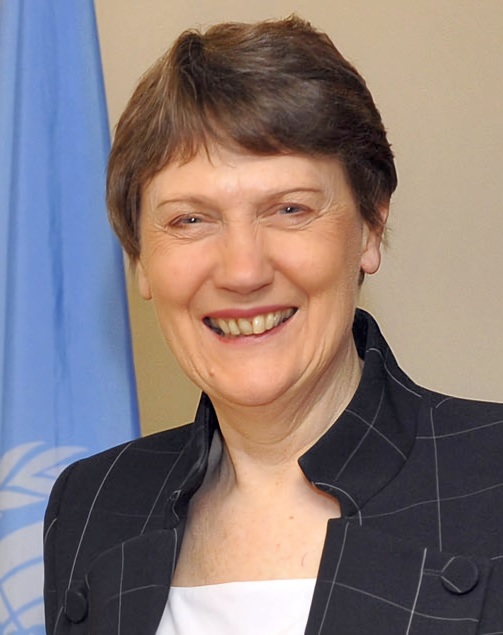
New Zealand Helen Clark, Thủ tướng

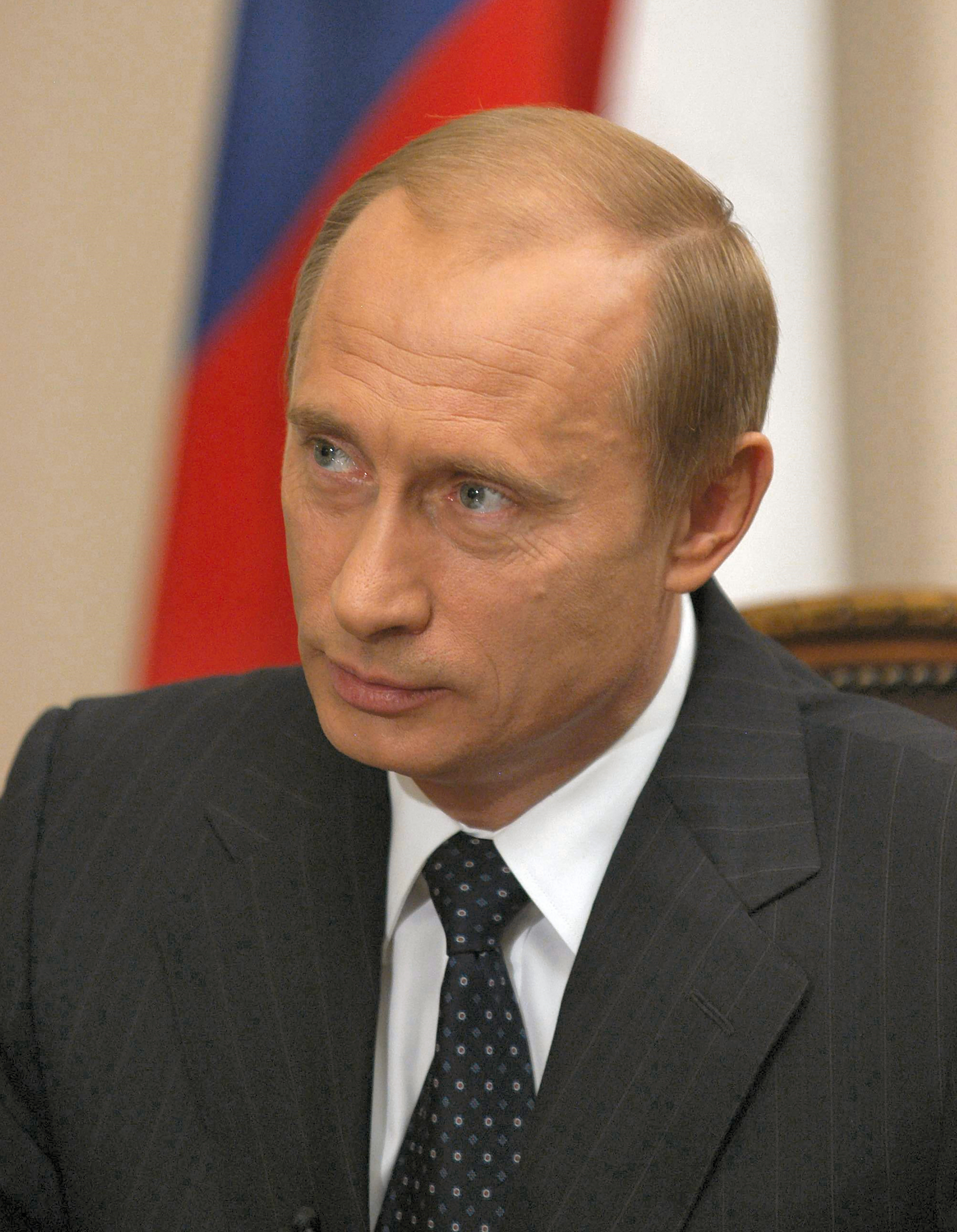
Nga Nga Vladimir Putin, Tổng thống

Hội nghị cấp cao Đông Á lần thứ nhất diễn ra ở  Kuala Lumpur, Malaysia vào ngày 14 tháng 12 năm 2005.
Các quốc gia tham dự:
- 10 quốc gia thành viên ASEAN

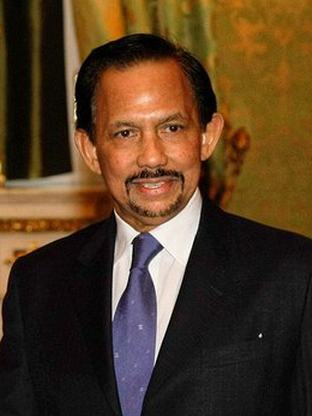
Brunei Hassanal Bolkiah, Quốc vương
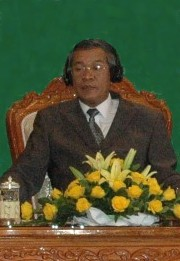
Campuchia Hun Sen, Thủ tướng
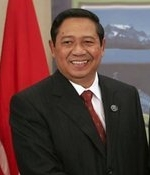
Indonesia Susilo Bambang Yudhoyono, Tổng thống
LàoBounnhang Vorachith, Thủ tướng Lào Bounnhang Vorachith, Thủ tướng
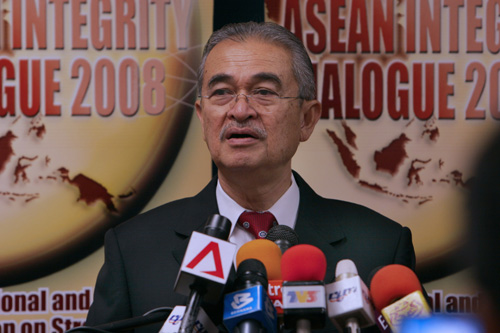
Malaysia Abdullah Ahmad Badawi, Thủ tướng (Chủ tịch)
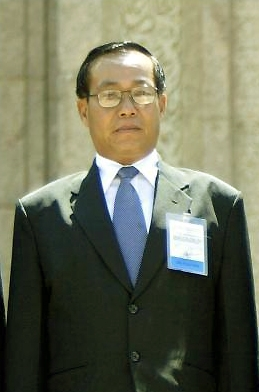
Myanma Soe Win, Thủ tướng
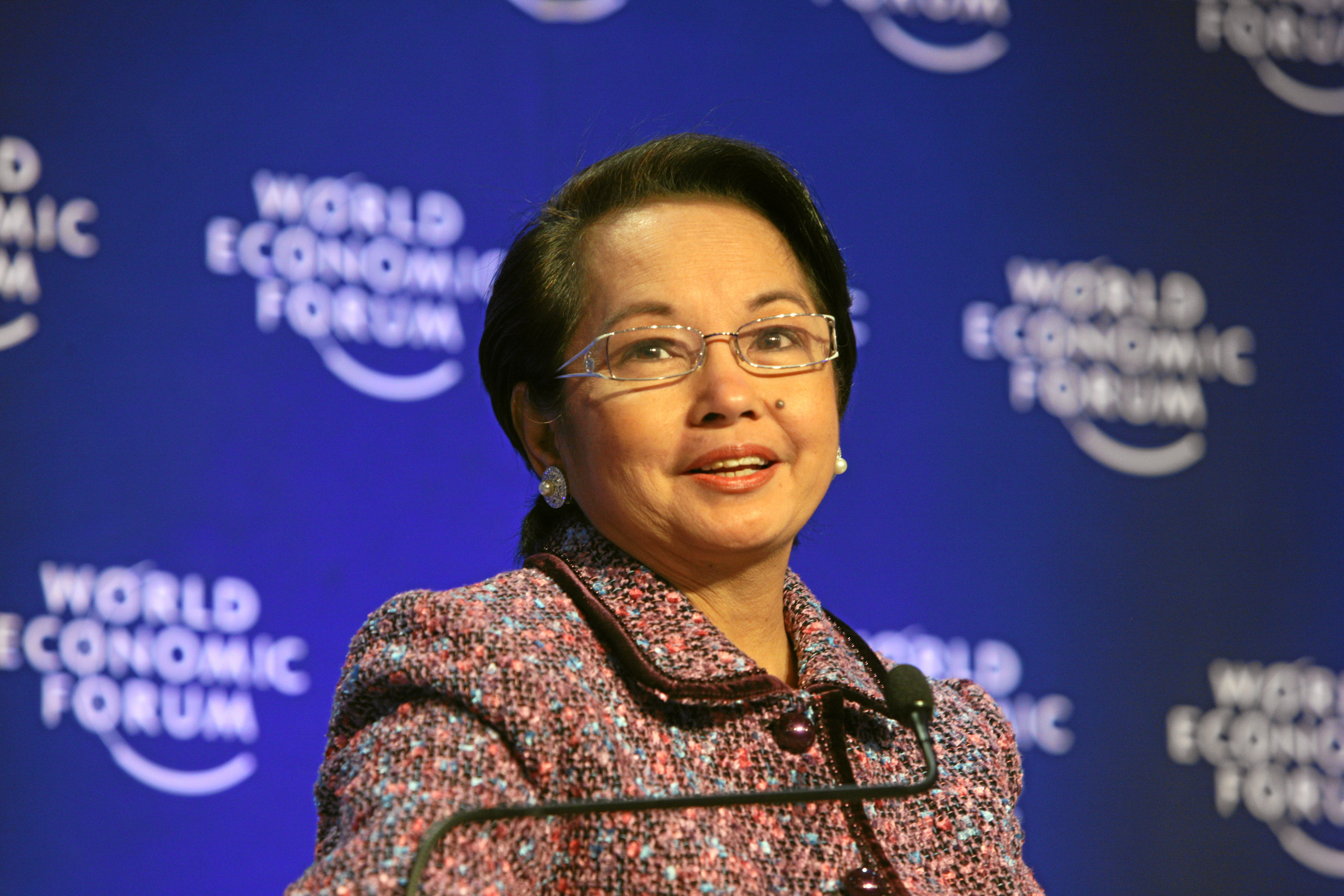
Philippines Gloria Macapagal-Arroyo, Tổng thống
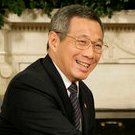
Singapore Lý Hiển Long, Thủ tướng
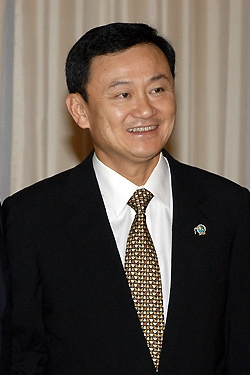
Thailand Thaksin Shinawatra, Thủ tướng
Việt NamPhan Văn Khải, Thủ tướng Việt Nam Phan Văn Khải, Thủ tướng

- Các quốc gia Đông Bắc Á

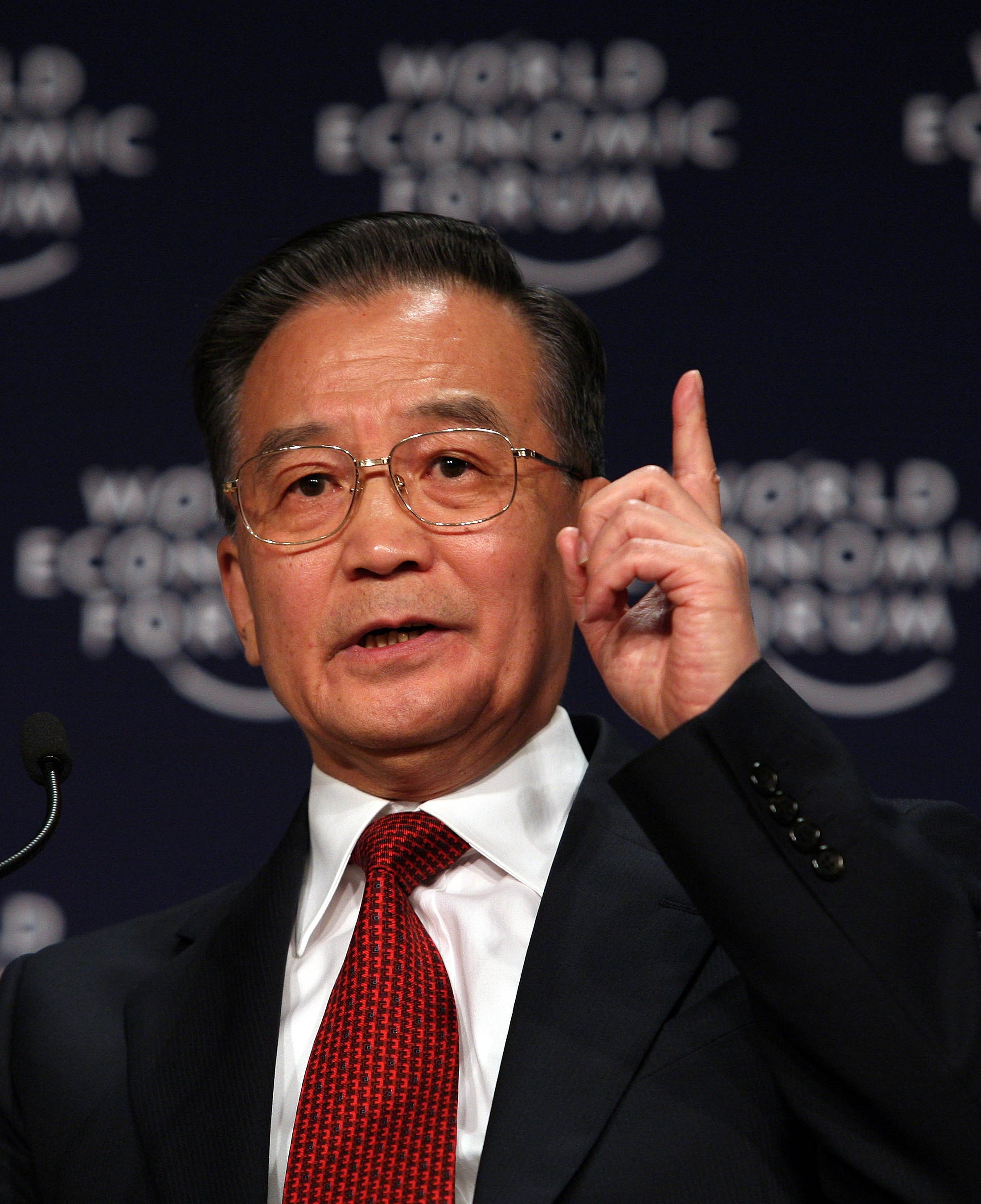
Trung Quốc Ôn Gia Bảo, Thủ tướng
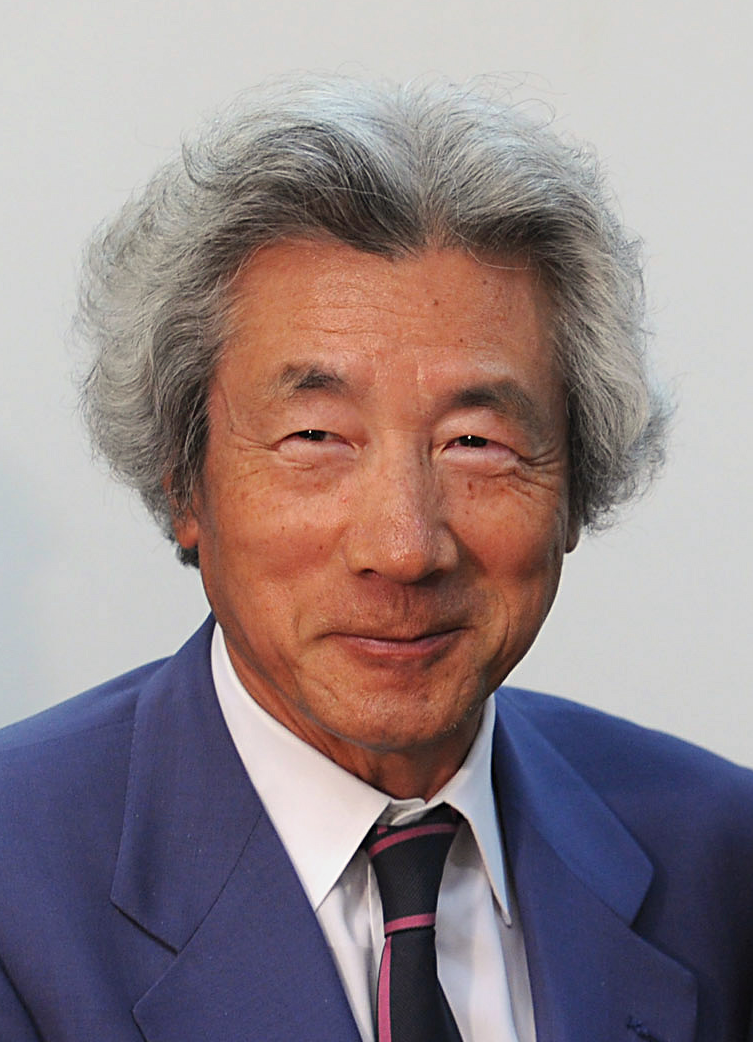
Nhật Bản Junichiro Koizumi, Thủ tướng
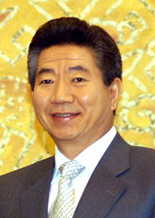
Nam Hàn Roh Moo-hyun, Tổng thống

- Thêm

- Australia
John Howard, Thủ tướng
- Ấn Độ
Manmohan Singh, Thủ tướng
- New Zealand
Helen Clark, Thủ tướng

- Quan sát viên

- Nga
Vladimir Putin, Tổng thống